# Chichi-jima
Chichi-jima (父島, Chichi-jima, litt. « île Père ») est une île du Japon faisant partie de l'archipel d'Ogasawara (sous-préfecture d'Ogasawara à Tokyo). L'île a une superficie de 23,80 km2.
Omura, la capitale des Bonin et Futami-ko (Port Lloyd), le port principal, s'y trouvent.

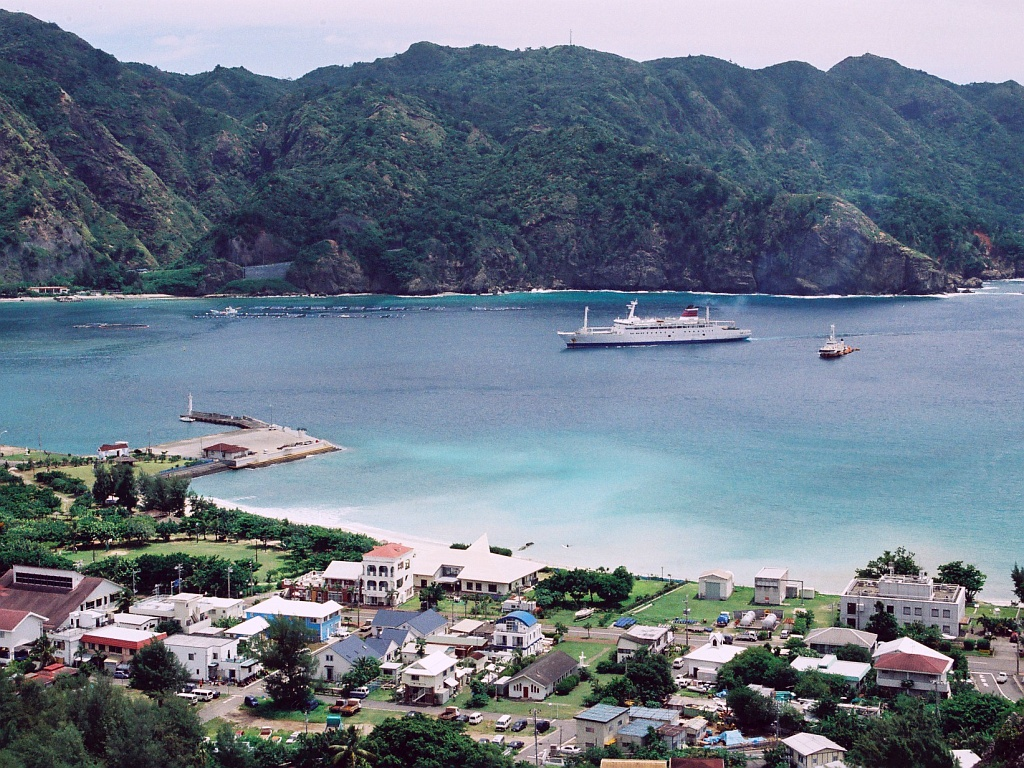
Le port de Futami.

Durant la Seconde Guerre mondiale, l'île est le théâtre de l'incident de Chichi-jima lors duquel les soldats japonais mangent cinq prisonniers américains.

## Climat
| Mois                                  | jan.      | fév.      | mars      | avril     | mai       | juin      | jui.      | août      | sep.      | oct.      | nov.      | déc.      | année     |
| ------------------------------------- | --------- | --------- | --------- | --------- | --------- | --------- | --------- | --------- | --------- | --------- | --------- | --------- | --------- |
| Température minimale moyenne (°C)     | 15,8      | 15,4      | 16,8      | 18,8      | 21,4      | 24,4      | 25,6      | 26,1      | 25,7      | 24,4      | 21,6      | 18,2      | 21,2      |
| Température moyenne (°C)              | 18,5      | 18,1      | 19,3      | 21,1      | 23,4      | 26,2      | 27,7      | 28        | 27,7      | 26,4      | 23,8      | 20,6      | 23,4      |
| Température maximale moyenne (°C)     | 20,7      | 20,5      | 21,7      | 23,4      | 25,6      | 28,5      | 30,4      | 30,3      | 29,9      | 28,6      | 25,9      | 22,7      | 25,7      |
| Record de froid (°C) date du record   | 8,9 1971  | 7,8 1969  | 9,2 1981  | 10,7 1978 | 13,9 1970 | 17,7 1993 | 20,8 1983 | 22,2 1972 | 19,6 1975 | 17,2 1993 | 13,2 1988 | 10,8 2005 | 7,8 1969  |
| Record de chaleur (°C) date du record | 26,1 1988 | 25,4 1969 | 26,7 2013 | 28,4 1973 | 30,1 2011 | 33 2011   | 34,1 2006 | 33,7 2015 | 33,1 1980 | 32,1 2018 | 30,2 1998 | 27,5 2018 | 34,1 2006 |
| Ensoleillement (h)                    | 131,3     | 138,3     | 159,2     | 148,3     | 151,8     | 205,6     | 246,8     | 213,7     | 197,7     | 173,2     | 139,1     | 125,3     | 2 030,6   |
| Précipitations (mm)                   | 63,6      | 51,6      | 75,8      | 113,3     | 151,9     | 111,8     | 79,5      | 123,3     | 144,2     | 141,7     | 136,1     | 103,3     | 1 296,1   |
| Nombre de jours avec précipitations   | 10,9      | 8,8       | 9,4       | 9,1       | 10        | 10,5      | 11,7      | 12,1      | 11,5      | 10,1      | 9,8       | 10,4      | 124,3     |
| Humidité relative (%)                 | 66        | 68        | 72        | 79        | 84        | 86        | 82        | 82        | 82        | 81        | 76        | 70        | 78        |
| Nombre de jours avec neige            | 11        | 8,5       | 9,8       | 10        | 11,8      | 8,8       | 8,6       | 11,3      | 13,4      | 13,7      | 12        | 11,2      | 130,2     |

| Diagramme climatique                                  |              |              |               |               |               |              |               |               |               |               |               |
| J                                                     | F            | M            | A             | M             | J             | J            | A             | S             | O             | N             | D             |
| 20,715,863,6                                          | 20,515,451,6 | 21,716,875,8 | 23,418,8113,3 | 25,621,4151,9 | 28,524,4111,8 | 30,425,679,5 | 30,326,1123,3 | 29,925,7144,2 | 28,624,4141,7 | 25,921,6136,1 | 22,718,2103,3 |
| Moyennes : • Temp. maxi et mini °C • Précipitation mm |              |              |               |               |               |              |               |               |               |               |               |